# Slätnäbbad ani
Slätnäbbad ani (Crotophaga ani) är en gökart som lever i Syd- och Mellanamerika.

## Kännetecken
Slätnäbbad ani är en cirka 35 centimeter lång svart långstjärtad fågel. Arten utmärker sig genom en hög, hoptryckt näbb, vars övre kant är skarp och lågböjd och har en längd ungefär lika med längden på den övriga delen av huvudet. Den är en orädd fågel, som ger sig tillkänna genom sitt föga melodiska, men kraftiga läte.

## Utbredning
Slätnäbbad ani förekommer i Västindien samt från sydöstra Mexiko (Quintana Roo) och Costa Rica söderut till västra Ecuador och norra Argentina. Den finns även på Galápagosöarna där den är införd. Tidigare förekom den även i Florida i sydöstra USA, men är numera sällsynt där. Den behandlas som monotypisk, det vill säga att den inte delas in i några underarter.

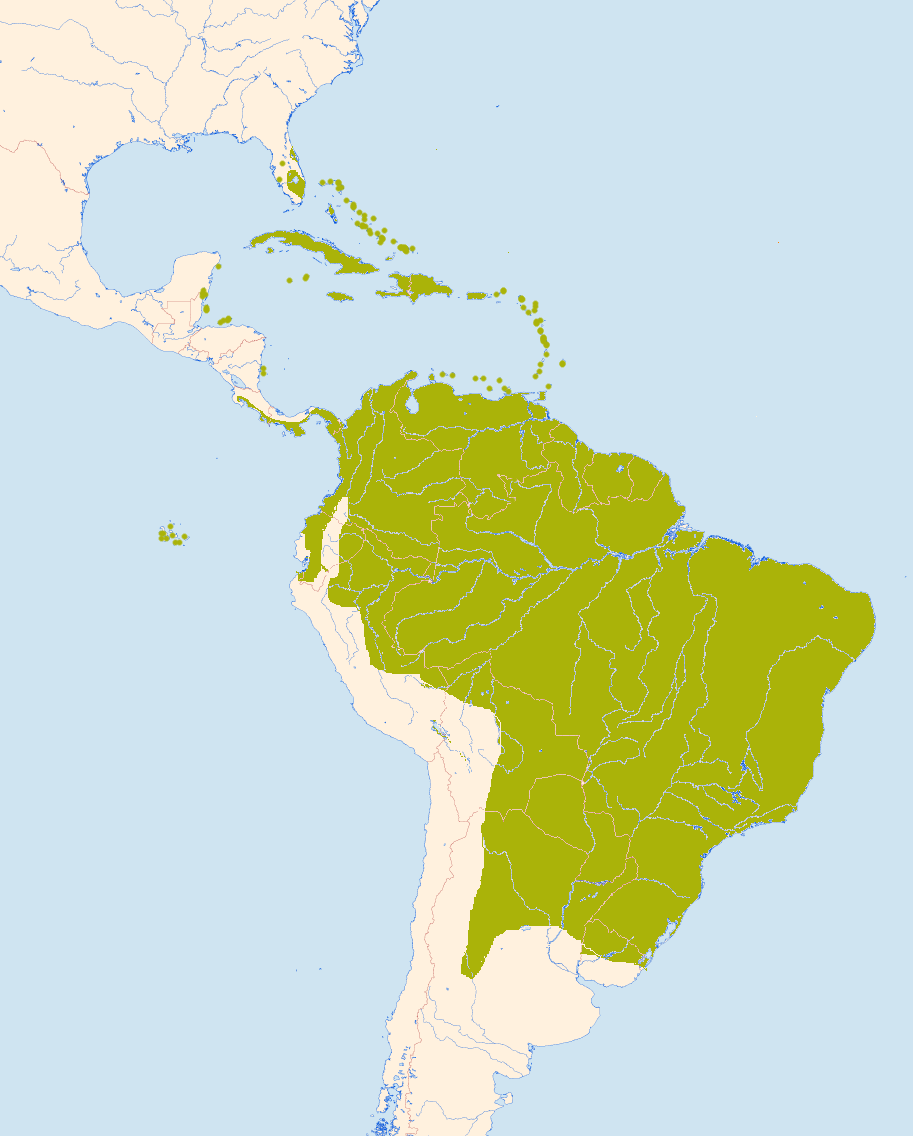
Utbredningsområdet för slätnäbbad ani.

## Levnadssätt
Slätnäbbad ani lever i flockar, gärna i närheten av boskap. Den söker föda genom att plockar maskar i jorden eller leta efter parasitinsekter på nötboskapens hud. Ovanligt är dessa fåglars sätt att häcka, i det att flera par slår sig samman och bygger ett stort gemensamt bo i ett träd. Flera honor lägger sina ägg i samma bo och turas sedan om att ruva äggen.

## Status och hot
Arten har ett stort utbredningsområde och en stor population, men tros minska i antal, dock inte tillräckligt kraftigt för att den ska betraktas som hotad. Internationella naturvårdsunionen IUCN kategoriserar därför arten som livskraftig (LC).

## Namn
Ani kommer troligen av "Anim", tupíspråkets namn för fåglarna i släktet, alternativt guaraní "Anó" eller wayapispråkets "Anu".